# Sagrera
|  | Aquest article tracta sobre un concepte d'història de la religió. Si cerqueu els llocs amb aquest nom, vegeu «la Sagrera (desambiguació)». |

La sagrera o cellera és l'espai que envolta les esglésies i que es considerava territori físic sagrat. El terme apareix esmentat en diversos concilis visigòtics que fixen la distància d'inviolabilitat de trenta passes al voltant d'esglésies, dins la qual hi solia haver els cementiris (681). Tot i la sacralització del voltant dels temples, no fou fins a les assemblees de Pau i Treva de Déu que limitaren les accions violentes en un període, el segle xi, quan les sagreres esdevingueren veritables nuclis permanents d'habitació. En aquesta època, l'Església va aconseguir ser vista per la pagesia com una garantia contra l'extorsió feudal garantint el dret de sagrari (la sagrera o conjunt de sagrers), això és, un radi de trenta passes al voltant d'una església o ermita, espai que el bisbe delimitava solemnement en consagrar un edifici de culte, on no s'hi podia dur a terme cap acte de violència sota pena d'excomunió. Com hem dit, l'efecte immediat d'aquest dret va ser la concentració d'edificacions a tocar dels temples tot cercant la protecció.
Així les sagreres delimitaven un espai de territori on les propietats i les persones gaudien d'una certa protecció a l'empara de la inviolabilitat de l'Església. Aquest sembla l'origen del terme cellera, un espai amb cellers o on emmagatzemar aliments. Sembla que el terme sagrera caigué en desús en relació als nous pobles, a partir del segle xii, enfront de cellera, que pervisqué fins ben entrat el segle xiv en la denominació del poblament que hi havia al voltant de temples; si més no, en terres dels bisbats d'Elna, Girona i Barcelona, on les celleres (o antigues sagreres) podrien representar, segons diverses estimacions, entre el 30 i el 40 % de l'origen dels pobles. Tanmateix, el terme cellera no apareix en els diccionaris moderns. Aquest és l'origen d'uns pocs topònims majors com la Cellera de Ter, i l'origen de llocs com Sallent, Cervià de Ter, Sarrià de Ter o Celrà.

## Pobles de sagrera
Es coneix com a pobles de sagrera el conjunts d'habitatges que van néixer dins la sagrera que envoltava l'església parroquial. N'hi ha sobretot a l'antiga Gòtia. Al bisbat d'Elna foren molt abundosos, i sovint reberen la denominació genèrica de pobles de cellera. Als bisbats de Girona, de Vic i de Barcelona, un percentatge molt important de les poblacions que han arribat fins a l'actualitat nasqueren dins la sagrera de 30 passes que envoltava l'església (Vilalba Sasserra al Vallès rebia encara no fa molt temps el nom de Trentapasses). Actualment encara, l'antiga sagrera creada al segle xi, com a indret protegit per l'Església, és el nucli de moltes poblacions. Al bisbat d'Urgell i a la Catalunya Nova, per contra, el nombre de pobles eclesials és molt més reduït; hi predomina el poble castral, la vila nova i, a les terres pirinenques, el poble obert.
Hi ha nombrosos exemples de pobles de sagrera o de cellera; entre ells: La Cellera de Ter (La Selva), Costoja (Vallespir), Palau del Vidre (Rosselló), Ropidera (Conflent), Darnius (Alt Empordà), Vilaür (Alt Empordà), Sant Fruitós de Bages (Bages), Sant Just Desvern (Baix Llobregat), Sant Joan de Mediona (Alt Penedès), Tolba (Baixa Ribagorça), etc.